# Фосфат самария(III)
Фосфат самария(III) — неорганическое соединение, соль металла самария и ортофосфорной кислоты с формулой {\displaystyle {\ce {SmPO4}}}, кристаллы, не растворяется в воде, образует кристаллогидрат.

## Получение
- Реакция растворимой соли самария(III) с раствором метафосфата натрия:

{\displaystyle {\mathsf {SmCl_{3}+NaPO_{3}+H_{2}O\ {\xrightarrow {}}\ 2SmPO_{4}\downarrow +NaCl+2HCl}}}

## Физические свойства
Фосфат самария(III) образует кристаллы
моноклинной сингонии, пространственная группа P 21/n, параметры ячейки a = 0,6669 нм, b = 0,6868 нм, c = 0,6351 нм, β = 103,92°, Z = 4
.
Не растворяется в воде.
Образует кристаллогидрат состава {\displaystyle {\ce {SmPO4*H2O}}}.